# Snookerseizoen 2010-2011
Het Snookerseizoen 2010-2011 bestaat uit een aantal snookertoernooien die plaatsvonden tussen mei 2010 en het wereldkampioenschap in april/mei 2011 in Sheffield. Neil Robertson is dit seizoen de regerend wereldkampioen.

## Kalender
Kalender voor het seizoen 2010-2011 zoals bekendgemaakt door World Snooker.
| Jaar                                     | Datum  | Datum  |                              | Toernooi                                | Accommodatie                        | Plaats      | Winnaar                           |
| ---------------------------------------- | ------ | ------ | ---------------------------- | --------------------------------------- | ----------------------------------- | ----------- | --------------------------------- |
| WPBSA Pro Tour                           |        |        |                              |                                         |                                     |             |                                   |
| 2010                                     | 6-sep  | 12-sep | Vlag van China               | 4e Shanghai Masters                     | Shanghai grand stage                | Shanghai    | Allister Carter                   |
| 2010                                     | 18-sep | 26-sep | Vlag van Schotland           | 1e World Open                           | SECC                                | Glasgow     | Neil Robertson                    |
| 2010                                     | 4-dec  | 12-dec | Vlag van Engeland            | 34e UK Championship                     | Telford International Centre        | Telford     | John Higgins MBE                  |
| 2011                                     | 2-feb  | 6-feb  | Vlag van Duitsland           | 5e German Masters                       | Berlijnse Tempodrom                 | Berlijn     | Mark Williams MBE                 |
| 2011                                     | 14-feb | 20-feb | Vlag van Wales               | 20e Welsh Open                          | Newport Centre                      | Newport     | John Higgins MBE                  |
| 2011                                     | 28-mar | 3-apr  | Vlag van China               | 12e China Open                          | Beijing Students University Stadium | Peking      | Judd Trump                        |
| 2011                                     | 16-apr | 2-mei  | Vlag van Engeland            | 74e World Snooker Championship          | Crucible Theatre                    | Sheffield   | John Higgins MBE                  |
| Players Tour Championships (PTC) (WPBSA) |        |        |                              |                                         |                                     |             |                                   |
| 2010                                     | 25-jun | 27-jun | Vlag van Engeland            | PTC I                                   | The World Snooker Academy           | Sheffield   | Mark Williams MBE                 |
| 2010                                     | 9-jul  | 11-jul | Vlag van Engeland            | PTC II                                  | The World Snooker Academy           | Sheffield   | Mark Selby                        |
| 2010                                     | 6-aug  | 8-aug  | Vlag van Engeland            | PTC III                                 | The World Snooker Academy           | Sheffield   | Tom Ford                          |
| 2010                                     | 14-aug | 16-aug | Vlag van Engeland            | PTC IV                                  | The World Snooker Academy           | Sheffield   | Barry Pinches                     |
| 2010                                     | 27-aug | 29-aug | Vlag van Duitsland           | EPTC I                                  | Stadthalle                          | Fürth       | Judd Trump                        |
| 2010                                     | 1-okt  | 3-okt  | Vlag van België              | EPTC II                                 | Boudewijn Seapark                   | Brugge      | Shaun Murphy                      |
| 2010                                     | 8-okt  | 10-okt | Vlag van Engeland            | PTC V                                   | The World Snooker Academy           | Sheffield   | Ding Junhui                       |
| 2010                                     | 15-okt | 17-okt | Vlag van Engeland            | PTC VI                                  | The World Snooker Academy           | Sheffield   | Dominic Dale                      |
| 2010                                     | 21-okt | 24-okt | Vlag van Duitsland           | EPTC III                                |                                     | Rüsselheim  | Marcus Campbell                   |
| 2010                                     | 28-okt | 31-okt | Vlag van Verenigd Koninkrijk | EPTC IV                                 | South West Snooker Academy          | Clouchester | Stephen Lee                       |
| 2010                                     | 11-nov | 14-nov | Vlag van Duitsland           | EPTC V                                  |                                     | Hamm        | John Higgins MBE                  |
| 2010                                     | 18-nov | 21-nov | Vlag van Tsjechië            | EPTC VI                                 |                                     | Praag       | Michael Holt                      |
| 2011                                     | 17-mar | 20-mar | Vlag van Ierland             | PTC Finals                              | Helix Theatre                       | Dublin      | Shaun Murphy                      |
| Andere /Niet-ranking toernooien          |        |        |                              |                                         |                                     |             |                                   |
| 2010                                     | 20-mei | 24-mei | Vlag van Oostenrijk          | Austrian Snooker Open                   | 1. Union Wels Snooker Club          | Wels        | Judd Trump                        |
| 2010                                     | 28-mei | 30-mei | Vlag van Engeland            | Seniors World Championship qualifiers   | Cue Club                            | Bradford    | Nigel Bond                        |
| 2010                                     | 27-mei | 5-jun  | Vlag van Roemenië            | 18e European Snooker Championships      | Rin Grand Hotel                     | Boekarest   | (h) Luca Brecel (d) Wendy Jans†   |
| 2010                                     | 20-mei | 29-mei | Vlag van Egypte              | African Snooker Championships           |                                     | Caïro       | Mohamed El Kayat                  |
| 2010                                     | 3-jun  | 6-jun  | Vlag van China               | 3e Wuxi Classic                         | Wuxi City Sports Park Stadium       | Wuxi        | Shaun Murphy                      |
| 2010                                     | 18-jul | 25-jul | Vlag van Thailand            | 6-Red World Snooker Championship        | Montien Riverside Hotel             | Bangkok     | Mark Selby                        |
| 2010                                     | 2-aug  | 5-aug  | Vlag van Engeland            | Shanghai Masters Kwalificatie           | The World Snooker Academy           | Sheffield   |                                   |
| 2010                                     | 21-aug | 24-aug | Vlag van Engeland            | World Open Kwalificatie                 | The World Snooker Academy           | Sheffield   |                                   |
| 2010                                     | 5-nov  | 7-nov  | Vlag van Engeland            | 1e World Seniors Snooker Championship   | Cedar Court Hotel                   | Bradford    | Jimmy White MBE                   |
| 2010                                     | 13-nov | 20-nov | Vlag van China               | Asian Games                             |                                     | Guangzuho   | (s) Marco Fu (k) China (t) China† |
| 2010                                     | 24-nov | 1-dec  | Vlag van Engeland            | UK Championship Kwalificatie            | The World Snooker Academy           | Sheffield   |                                   |
| 2010                                     | 14-dec | 17-dec | Vlag van Engeland            | German Masters Kwalificatie             | The World Snooker Academy           | Sheffield   |                                   |
| 2011                                     | 9-jan  | 16-jan | Vlag van Engeland            | 36e The Masters                         | Wembley Arena                       | Londen      | Ding Junhui                       |
| 2011                                     | 28-jan | 30-jan | Vlag van Engeland            | 1e World Snooker Shoot Out              | Circus Arena                        | Blakpool    | Nigel Bond                        |
| 2011                                     | 8-feb  | 11-feb | Vlag van Engeland            | Welsh Open Kwalificatie                 | The World Snooker Academy           | Sheffield   |                                   |
| 2011                                     | 24-feb | 27-feb | Vlag van Engeland            | China Open Kwalificatie                 | The World Snooker Academy           | Sheffield   |                                   |
| 2011                                     | 4-mar  | 15-mar | Vlag van Engeland            | World Snooker Championship Kwalificatie | The World Snooker Academy           | Sheffield   |                                   |

† (h) heren; (d) dames; (s) singles; (k) koppels; (t) team

## Ranking

### Officiële ranking
De ranking is het totaal behaalde punten in de afgelopen twee seizoenen. De behaalde punten voor een toernooi vervallen op de tweede 'verjaardag' van een bepaalde editie De top 16 van deze lijst zijn voor rankingtoernooien (en de Masters) geplaatst, deze zijn hier weergegeven. Belg Bjorn Haneveer staat op de 56e plaats op de ranglijst. Deze ranking zal gedurende het seizoen op drie momenten herzien worden. Spelers kunnen gedurende het seizoen echter niet van de lijst afvallen (beneden de 96e plaats).
| Start seizoen | Start seizoen      | Start seizoen |
| No.           | Speler             |               |
| ------------- | ------------------ | ------------- |
| 1             | John Higgins MBE   |               |
| 2             | Neil Robertson     |               |
| 3             | Ronnie O'Sullivan  |               |
| 4             | Allister Carter    |               |
| 5             | Ding Junhui        |               |
| 6             | Stephen Maguire    |               |
| 7             | Shaun Murphy       |               |
| 8             | Mark Williams MBE  |               |
| 9             | Mark Selby         |               |
| 10            | Mark Allen         |               |
| 11            | Stephen Hendry MBE |               |
| 12            | Ryan Day           |               |
| 13            | Graeme Dott        |               |
| 14            | Marco Fu           |               |
| 15            | Mark King          |               |
| 16            | Liang Wenbo        |               |

| Cut-off 1 | Cut-off 1 | Cut-off 1          | Cut-off 1 |
| No.       | ↕         | Speler             |           |
| --------- | --------- | ------------------ | --------- |
| 1         | ↑1        | Neil Robertson     |           |
| 2         | ↑2        | Allister Carter    |           |
| 3         | ↓2        | John Higgins MBE   |           |
| 4         | ↓1        | Ronnie O'Sullivan  |           |
| 5         | ↑1        | Stephen Maguire    |           |
| 6         | ↑2        | Mark Williams MBE  |           |
| 7         | ↓2        | Ding Junhui        |           |
| 8         | ↓1        | Shaun Murphy       |           |
| 9         | ↔         | Mark Selby         |           |
| 10        | ↑1        | Stephen Hendry MBE |           |
| 11        | ↑2        | Graeme Dott        |           |
| 12        | ↓2        | Mark Allen         |           |
| 13        | ↑5        | Peter Ebdon        |           |
| 14        | ↑3        | Jamie Cope         |           |
| 15        | ↔         | Mark King          |           |
| 16        | ↓2        | Marco Fu           |           |

| Cut-off 2 | Cut-off 2 | Cut-off 2          |
| No.       | ↕         | Speler             |
| --------- | --------- | ------------------ |
| 1         | ↔         | John Higgins MBE   |
| 2         | ↔         | Neil Robertson     |
| 3         | ↑5        | Mark Williams MBE  |
| 4         | ↑1        | Ding Junhui        |
| 5         | ↑2        | Shaun Murphy       |
| 6         | ↑3        | Mark Selby         |
| 7         | ↓3        | Allister Carter    |
| 8         | ↓2        | Stephen Maguire    |
| 9         | ↓6        | Ronnie O'Sullivan  |
| 10        | ↑3        | Graeme Dott        |
| 11        | ↓1        | Mark Allen         |
| 12        | ↑6        | Peter Ebdon        |
| 13        | ↑4        | Jamie Cope         |
| 14        | ↓3        | Stephen Hendry MBE |
| 15        | ↔         | Mark King          |
| 16        | ↑4        | Ricky Walden       |

NB: beweging op de lijst ten opzichte van start van het seizoen

### Players Championships-ranglijst
De PC-ranglijst is gebaseerd op het behaalde prijzengeld in één seizoen, de top 24 van de lijst wordt aan voor de PC-finale uitgenodigd.
N.B. voor deze lijst wordt gerekend met €1 = £1.
| Pos. | Speler           | PC 1  | PC 2  | PC 3  | PC 4  | EPC 1 | EPC 2 | PC 5  | PC 6  | EPC 3 | EPC 4 | EPC 5 | EPC 6 | #PTC | #EPTC | Totaal |
| ---- | ---------------- | ----- | ----- | ----- | ----- | ----- | ----- | ----- | ----- | ----- | ----- | ----- | ----- | ---- | ----- | ------ |
| 1.   | Shaun Murphy     | 0     | 200   | 0     | 200   | 2500  | 10000 | 600   | 1000  | 200   | 1000  | 5000  | 2500  | 6    | 6     | 23200  |
| 2.   | Mark Selby       | 600   | 10000 | 2500  | 600   | 200   | 1000  | 600   | 1500  | 1400  | 1000  | 500   | 1400  | 6    | 6     | 21300  |
| 3.   | Barry Pinches    | 1500  | 5000  | 600   | 10000 | 0     | 0     | 0     | 200   | 200   | 0     | 1400  | 200   | 6    | 6     | 19100  |
| 4.   | Marcus Campbell  | 1000  | 600   | 1000  | 0     | 500   | 0     | 600   | 2500  | 10000 | 0     | 1000  | 500   | 6    | 6     | 17200  |
| 5.   | Judd Trump       | 1000  | 600   | 1000  | 1000  | 10000 | 500   | 0     | 600   | 1400  | 500   | 1000  | 0     | 6    | 6     | 17600  |
| 6.   | Mark Williams    | 10000 | 200   | 0     | 2500  | 200   | 2500  | 1000  | -     | 200   | -     | 500   | -     | 5    | 4     | 17100  |
| 7.   | Domenic Dale     | 200   | 0     | 1000  | 2500  | 200   | 200   | 1500  | 10000 | 200   | 0     | 500   | 500   | 6    | 6     | 16300  |
| 8.   | Stephen Lee      | 1000  | 600   | 600   | 1000  | 200   | 500   | 600   | 200   | 0     | 10000 | 1000  | 500   | 6    | 6     | 16200  |
| 9.   | Tom Ford         | 1500  | 600   | 10000 | 0     | 0     | 1000  | 0     | 200   | 200   | 500   | 1000  | 0     | 6    | 6     | 15000  |
| #    | John Higgins     | -     | -     | -     | -     | -     | -     | -     | -     | -     | -     | 10000 | 5000  | 0    | 2     | 15000  |
| 10.  | Stephen Maguire  | 5000  | 1000  | 200   | 1500  | -     | 200   | 0     | 0     | 1000  | 5000  | -     | 500   | 6    | 4     | 14400  |
| #    | Ding Junhui      | -     | -     | -     | -     | -     | 1000  | 10000 | 600   | 200   | 0     | -     | -     | 2    | 3     | 11800  |
| 12.  | Michael Holt     |       |       |       |       |       |       |       |       |       |       |       | 10000 | 6    | 6     | 10900  |
| 12.  | Liang Wenbo      | -     | -     | 1000  | 0     | 0     | 1400  | 600   | 2500  | 5000  | 200   | -     | -     | 4    | 4     | 10700  |
| 13.  | Martin Gould     | 600   | 600   | 200   | 200   | 200   | 1400  | 1000  | 5000  | 500   | 200   | 500   | 200   | 6    | 6     | 10600  |
| 14.  | Marco Fu         | 2500  | 2500  | -     | 1500  | 500   | 200   | 1500  | 1000  | 1000  | 200   | -     | -     | 5    | 4     | 10100  |
| 15.  | Ricky Walden     | 200   | 1000  | 0     | 200   | 1000  | 1400  | 2500  | 600   | 1000  | 200   | 1000  | 1000  | 6    | 6     | 10100  |
| 16.  | Anthony Hamilton | 0     | 0     | 1500  | 200   | 5000  | 200   | 0     | 0     | 200   | 1400  | 1400  | -     | 6    | 5     | 9900   |
| 17.  | Stuart Bingham   | 600   | 1500  | 200   | 0     | 1400  | 1000  | 200   | 1500  | 1000  | 500   | 500   | 1400  | 6    | 6     | 9800   |
| 18.  | Jack Lisowski    | 0     | 0     | 5000  | 200   | 1400  | 200   | 200   | 600   | 0     | 1000  | 500   | 500   | 6    | 6     | 9600   |
| 19.  | Jamie Jones      | 1000  | 200   | 0     | 0     | 1000  | 200   | 5000  | 1000  | 1000  | 500   | 0     | 0     | 6    | 6     | 9400   |
| 20.  | A. Higginson     | 600   | 0     | 200   | 600   | 1000  | 500   | 2500  | 200   | 2500  | 200   | 200   | 200   | 6    | 6     | 8500   |
| 21.  | Mark Davis       | 1000  | 1000  | 2500  | 600   | 1000  | 200   | 200   | 200   | 0     | 1400  | 0     | 200   | 6    | 6     | 8300   |
| 22.  | Matthew Stevens  | 1000  | 600   | 200   | 1500  | 200   | 500   | 1000  | 1000  | 0     | 500   | 200   | 1400  | 6    | 6     | 8300   |
| 23.  | Gerard Greene    | 200   | 2500  | 200   | 600   | 1000  | 200   | 600   | 1000  | 1000  | 200   | 0     | 0     | 6    | 6     | 7700   |
| 24.  | Joe Jogia        |       |       |       |       |       |       |       |       |       |       |       | 2500  | 6    | 5     | 7500   |

N.B. 0 wil zeggen dat de speler heeft deelgenomen, maar geen prijzen geld behaald heeft. - wil zeggen dat de speler niet deelgenomen heeft. 

# Spelers hebben de top 24 gehaald maar mogen niet deelnemen aan het finaletoernooi doordat zij niet aan het vereiste aantal toernooien (3+3) hebben deelgenomen.

## Tussenstand ranking
De voorlopige ranking is de optelsom van de behaalde punten in toernooien van de afgelopen twee seizoenen.
Vanaf dit seizoen zullen er meerdere 'cut-off points' per jaar zijn. Deze zijn voor dit jaar:
- 3 oktober 2010 (Bahrain Ch'ship 2008 - World Open 2010)
- 12 december 2010 (Welsh Open 2009 - UK Ch'ship 2010)
- 20 februari 2011 (World Ch'ship 2009 - Welsh Open 2011)
- 4 mei 2011 (Shanghai Masters 2009 - World Ch'ship 2011)*

* Dit is de lijst voor de start van seizoen 2011-2012.

### Rankingpunten
In alle zeven rankingtoernooien en de players tour championships (PTC)-toernooien (alleen voor professionals) zijn voor de wereldranglijst punten te verdienen. Voor de PTC toernooien geldt eveneens een nevenklassement (Order of Merit).
| Toernooi         | Ronde →           | R-6     | R-5      | R-4      | R-3       | R-2       | R-1       | Kwartfinalist | Halvefinalist | Finalist   | Winnaar      |
| ---------------- | ----------------- | ------- | -------- | -------- | --------- | --------- | --------- | ------------- | ------------- | ---------- | ------------ |
| PTC Events†      | - O. of Merit £=€ |         |          |          | 360 £200  | 560 £600  | 760 £1000 | 1000 £1500††  | 1280 £2500    | 1600 £5000 | 2000 £10.000 |
| Shanghai Masters | - Gepl. verliezer | 560 280 | 910 455  | 1260 630 | 1610 805  | 1960 980  | 2660 -    | 3500 -        | 4880 -        | 5600 -     | 7000 -       |
| World Open       | - Gepl. verliezer |         | 910 455  | 1260 630 | 1610 805  | 1960 980  | 2660 -    | 3500 -        | 4880 -        | 5600 -     | 7000 -       |
| UK Ch'ship       | - Gepl. verliezer | 640 320 | 1040 520 | 1440 720 | 1840 920  | 2240 1120 | 3040 -    | 4000 -        | 5120 -        | 6400 -     | 8000 -       |
| German Masters   | - Gepl. verliezer |         | 650 325  | 900 450  | 1150 575  | 1400 700  | 1900 -    | 2500 -        | 3200 -        | 4000 -     | 5000 -       |
| Welsh Open       | - Gepl. verliezer | 400 200 | 650 325  | 900 450  | 1150 575  | 1400 700  | 1900 -    | 2500 -        | 3200 -        | 4000 -     | 5000 -       |
| PTC Finals       |                   |         |          |          |           | 840       | 1140      | 1500          | 1920          | 2400       | 3000         |
| China Open       | - Gepl. verliezer | 560 280 | 910 455  | 1260 630 | 1610 805  | 1960 980  | 2660 -    | 3500 -        | 4880 -        | 5600 -     | 7000 -       |
| Wereldk.- schap  | - Gepl. verliezer | 800 400 | 1300 650 | 1800 900 | 2300 1150 | 2800 1400 | 3800 -    | 5000 -        | 6400 -        | 8000 -     | 10000 -      |

† Alleen spelers op de pro-tour spelen voor punten en prijzengeld, amateurs kunnen alleen prijzengeld winnen.

†† voor verliezers bij de laatste 16 in een Euro-Players Championship geldt €1400 prijzengeld